# عنوش علي
عنوش علي تجمع حضري ثانوي تابع إقليميا لبلدية القرارم قوقة، دائرة القرارم قوقة بولاية ميلة الجزائرية 4468 نسمة احصاء 2008 بكثافة سكانية تقدر ب58.02 ن/هكتار

## الموقع
تقع شمال مدينة القرارم قوقة، يمر بها الطريق الوطني رقم 27، بمحاذاة البحيرة الاصطناعية لسد بني هارون على ضفاف وادي الرمال
يعد تجمع عنوش على أكبر تجمع ثانوي ببلدية القرارم قوقة يشرف مباشرة على بحيرة سد بني هارون يبعد عن مركز البلدية بـ 3 كلم و26 كلم عن مقر الولاية يحده من الشمال بلدية حمالة (تجمع شقليبي مخلوف) ومن الغرب بلدية الشيقارة ومن الجنوب بلدية سيدي مروان (تجمع فرضوة)
الموقع الجغرافي:36.540370 شمالا و6.290316 شرقا

## نشاة التجمع
تجمع عنوش علي (سليانة سابقا) عبارة عن مركز استطاني نشأ وفق مرسوم 25 مارس 1868 وهوعبارة عن اراضي أقتطعت من قبيلة مويا مساحته 1768 هـكتار. تم إنشاء بها مزارع تابعة للمعمرين الذين بلغ عددهم حوالي277 معمر ويعد مركز عنوش على من بين أهم وأبرز المراكز الإستعمارية بحوض ميلة كونه كان يضم ثكنة عسكرية كبيرة تشرف على عدة مناطق (حمالة – الشقارة – القرارم قوقة).

## المرافق
- قاعدة الرياضات المائية لضفاف سد بني هارون بقرية عنوش علي[3]

- مدرسة ابتدائية «الشهيد مسعود شخموم»
- متوسطة «معركة جبل مسيد عيشة»[4]
- مركز صحي به قاعة عالج وقاعة فحص طبي، وطاقم صحي يتكون من طبيب مناوب و03 ممرضين
- ملحق للبريد والمواصالت
- فرع بلدي

- ملعب لكرة القدم ينشط فيه فريق لكرة القدم «فريق سريع عنوش علي» ينشط في البطولة الولائية
- ملعبين جواريين
- صغيرة للرياضات القتالية (الكاراتي) وكذلك كمال الأجسام.